# Аллен Вудрінг
Аллен Вудрінг (англ. Allen Woodring; нар. 15 лютого 1898 — пом. 15 листопада 1982) — американський легкоатлет, який спеціалізувався в бігу на короткі дистанції.
Олімпійський чемпіон-1920 з бігу на 200 метрів.